# 3082 Dzhalil
3082 Dzhalil је астероид главног астероидног појаса. Приближан пречник астероида је 16,65 ,
а средња удаљеност астероида од Сунца износи 2,576 астрономских јединица (АЈ).
Инклинација (нагиб) орбите у односу на раван еклиптике је 10,338 степени, а орбитални период износи 1510,908 дана (4,136 године). Ексцентрицитет орбите астероида износи 0,076.
Апсолутна магнитуда астероида износи 12,30 а геометријски албедо 0,076.
Астероид је откривен 17. маја 1972. године.